# 웨인 헤프리
웨인 헤프리(Wayne Heffley, 1927년 7월 15일 ~ 2008년 11월 19일)는 미국의 배우, 텔레비전 배우이다.
베이커즈필드에서 태어났다.

## 영화
- 블랙 위도우 (1987년)
- 에어울프 - 시리즈 (1984년) - 류테넌트 그로딘 역
- 조니 벨린다 (1982년)
- 달리는 사이먼 (1981년)
- 킹콩 (1976년)
- 명탐정 바나비 존즈 (1973년)
- 슈퍼맨 - 73년작 (1973년)
- 119 구조대 (1972년)
- 자니 총을 얻다 (1971년)
- 인베이더 - 시리즈 (1967년)
- 건 (1967년)
- 털보 가족 (1966년)
- 우리 생애 나날들 (1965년)
- FBI (1965년)
- 해저 여행 (1964년)
- 이오지마의 영웅 (1961년)
- 나의 세 아들 (1960년)
- 보난자 (1959년)